# العرق (مكيراس)

تعديل مصدري - تعديل

العرق هي إحدى قرى عزلة مكيراس بمديرية مكيراس التابعة لمحافظة البيضاء، بلغ تعداد سكانها 237 نسمة حسب تعداد اليمن لعام 2004.